# Вардапет
Вардапе́т (арм. Վարդապետ) — образованный монах, обладающий правом проповедовать и наставлять паству в Древней и современной Армении. Вардапеты — наиболее образованная часть средневекового армянского духовенства. Самый известный вардапет в Европе — Мхитар Севастийский. Вардапетами были Саят-Нова, Комитас и создатель армянской письменности Месроп Маштоц.
Аналогом вардапета армянской церкви является архимандрит в православной церкви.
В настоящее время вардапет — учёная степень в Армянской церкви, соответствует учёной степени кандидат наук. Степень может получить только священнослужитель, не состоящий в браке (представитель безбрачного духовенства). Соискатели степени получают её по результатам экзаменов только от епископов, обладающих учёной степенью тцайрагуйн вардапет.